# Храм Непорочного Зачатия Пресвятой Девы Марии (Костеневичи)
Храм Непорочного Зачатия Пресвятой Девы Марии (бел. Касцёл Беззаганнага Зачацця Найсвяцейшай Дзевы Марыі) — католический храм в деревне Костеневичи, Минская область, Белоруссия. Относится к Вилейскому деканату Минско-Могилёвского архидиоцеза. Памятник архитектуры в стиле позднего барокко, построен в середине XVIII века. Храм включён в Государственный список историко-культурных ценностей Республики Беларусь.

## История

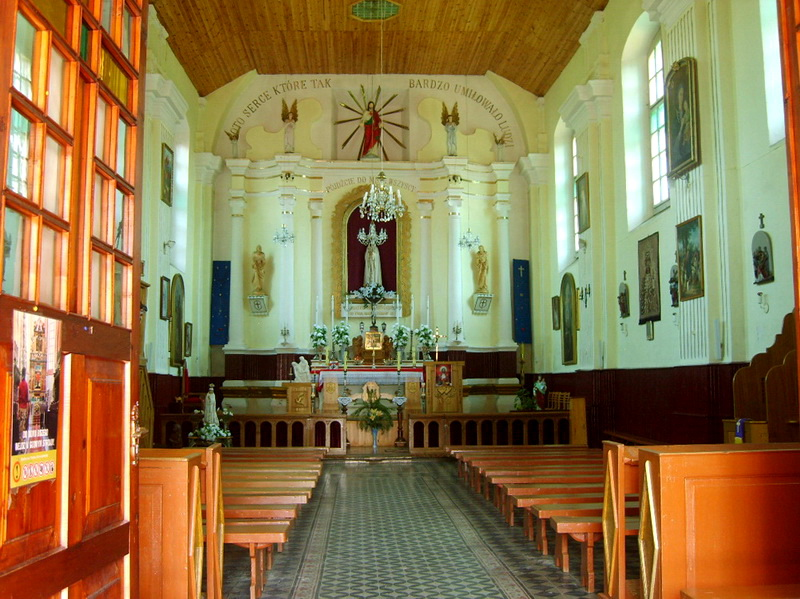
Интерьер храма

В 1658 году владелец здешних мест Павел Лесковский отписал Костеневичи виленской коллегии иезуитов. В 1662 году иезуиты построили здесь деревянный костёл, который был освящён во имя св. Игнатия Лойолы.
В 1763 году на месте прежнего деревянного был возведён каменный храм в стиле позднего барокко, освящённый на этот раз в честь Непорочного Зачатия Пресвятой Девы Марии.
После 1773 года когда орден иезуитов был временно распущен, храм был передан епархиальному духовенству. В конце XIX века число прихожан составляло около 5 тысяч человек, перед второй мировой войной, когда Костеневичи входили в состав межвоенной Польши их число выросло до 6 тысяч человек.
В 1886 году настоятелем Костеневичского прихода был ксендз Венцеслав Завадский.
В 1915 году настоятелем Костеневичского костела Вилейского деканата был Генрих Хвастецкий.
В 2013 году в Белоруссии была выпущена марка, посвящённая 250-летию храма.

## Архитектура
Католическая церковь в Костеневичах имеет прямоугольное основное пространство, накрытое высокой двускатной крышей с вальмами над алтарной частью. Стены отделаны плоскими пилястрами. Главный фасад завершён аттиковым фронтоном сложной формы с полуциркульным оконным проёмом. К восточному фасаду присоединена пристройка, выполняющая роль ризницы, которая накрыта крутой двускатной крышей с аттиковым барочным фронтоном над входом.
Внутреннее пространство перекрыто коробчатым потолком. Пол выложен цветной мозаикой, стены изнутри отделаны двухслойными пилястрами. Алтарь симметричной композиции с большой полуциркульной нишей в центре украшен шестью полукруглыми колоннами с ионическими капителями, которые поддерживают многоярусный карниз. Алтарь украшен гипсовой раскрашенной скульптурой, оригинальное убранство алтаря не сохранилось. На невысокие деревянные хоры ведет боковая лестница
Храмовая территория окружена каменной оградой. Главный вход оформлен брамой (воротами) с тремя арками. В стороне от храма стоит деревянная прямоугольная в плане колокольня.

## Примечания

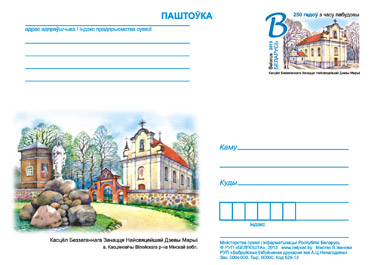
Открытка с оригинальной маркой выпущенная почтой Республики Беларусь в честь 250-летия храма